# Хамилтон (Џорџија)
Хамилтон (енгл. Hamilton) град је у америчкој савезној држави Џорџија. По попису становништва из 2010. у њему је живело 1.016 становника.

## Демографија
Према попису становништва из 2010. у граду је живело 1.016 становника, што је 709 (230,9%) становника више него 2000. године.
| Група             | 2000.       | 2010.       |
| Белци             | 208 (67,8%) | 644 (63,4%) |
| Афроамериканци    | 92 (30,0%)  | 332 (32,7%) |
| Азијати           | 5 (1,6%)    | 2 (0,2%)    |
| Хиспаноамериканци | 1 (0,3%)    | 24 (2,4%)   |
| Укупно            | 307         | 1.016       |